# Chromadora caeca
Chromadora caeca är en rundmaskart som beskrevs av Bastian 1865. Chromadora caeca ingår i släktet Chromadora och familjen Chromadoridae. Inga underarter finns listade i Catalogue of Life.